# 苏珊维尔 (加利福尼亚州)
苏珊维尔，是美国加利福尼亚州拉森县下属的一座城市，亦是其縣治。建市于1900年8月24日，面积大约为7.93平方英里（20.5平方公里）。根据2000年人口普查，该市共有人口13,541人。這個數字於2010年上升至17,947人。高度設防的高沙漠州立監獄和中低度設防的加州懲教中心皆位於本城內。

## 地理
蒙荷里的座標為40°24′59″N 120°39′11″W / 40.41639°N 120.65306°W。根據2000年人口普查，本城面積為8.0平方英里（20.72平方），其中7.9平方英里（20.46平方）為陸地，0.1平方英里（0.26平方）為水域。